# Departament (administracja)

Departament – nazwa podstawowej komórki każdego ministerstwa (urzędu centralnego) podległej bezpośrednio ministrowi, wiceministrowi lub dyrektorowi generalnemu urzędu. Departamentem kieruje dyrektor przy pomocy zastępcy oraz naczelników wydziałów. Departamenty mają najczęściej strukturę wydziałową, jednak często jest tak, że w ich strukturze występują także zespoły lub stanowiska samodzielne.